# Central Township (comté de Perry, Missouri)
Central Township est un township, situé dans le comté de Perry, dans le Missouri, aux États-Unis,.
Le township est baptisé en référence à sa position centrale dans le comté.

### Source de la traduction
- (en) Cet article est partiellement ou en totalité issu de l’article de Wikipédia en anglais intitulé « Central Township, Perry County, Missouri » (voir la liste des auteurs).